# Empedocles on Etna

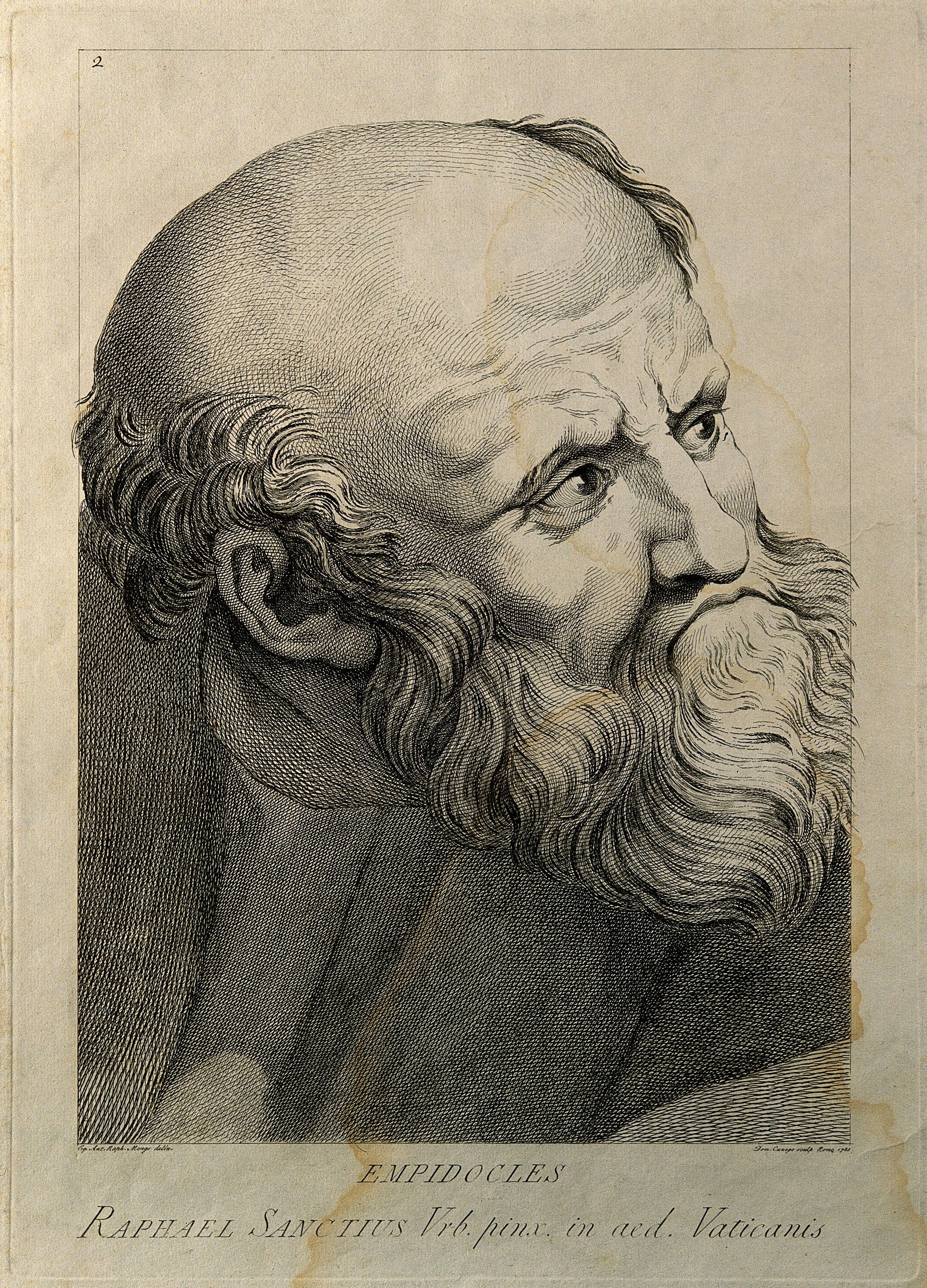
Empedokles

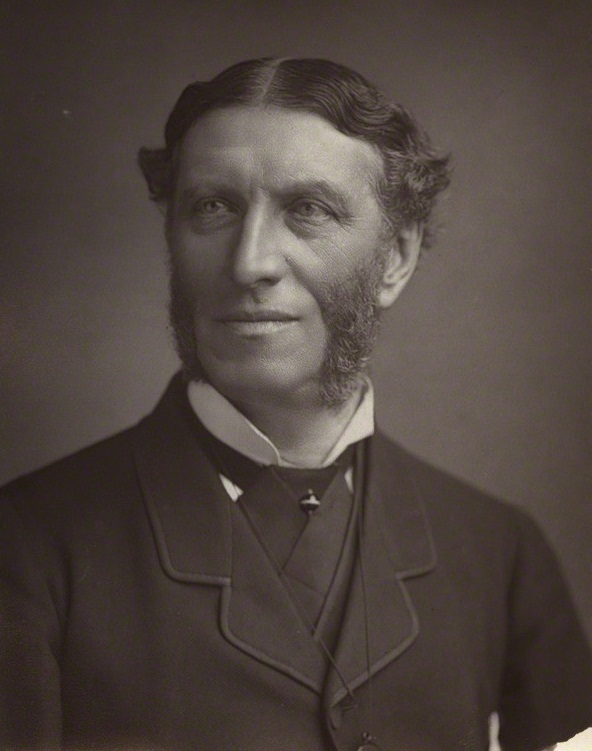
Matthew Arnold

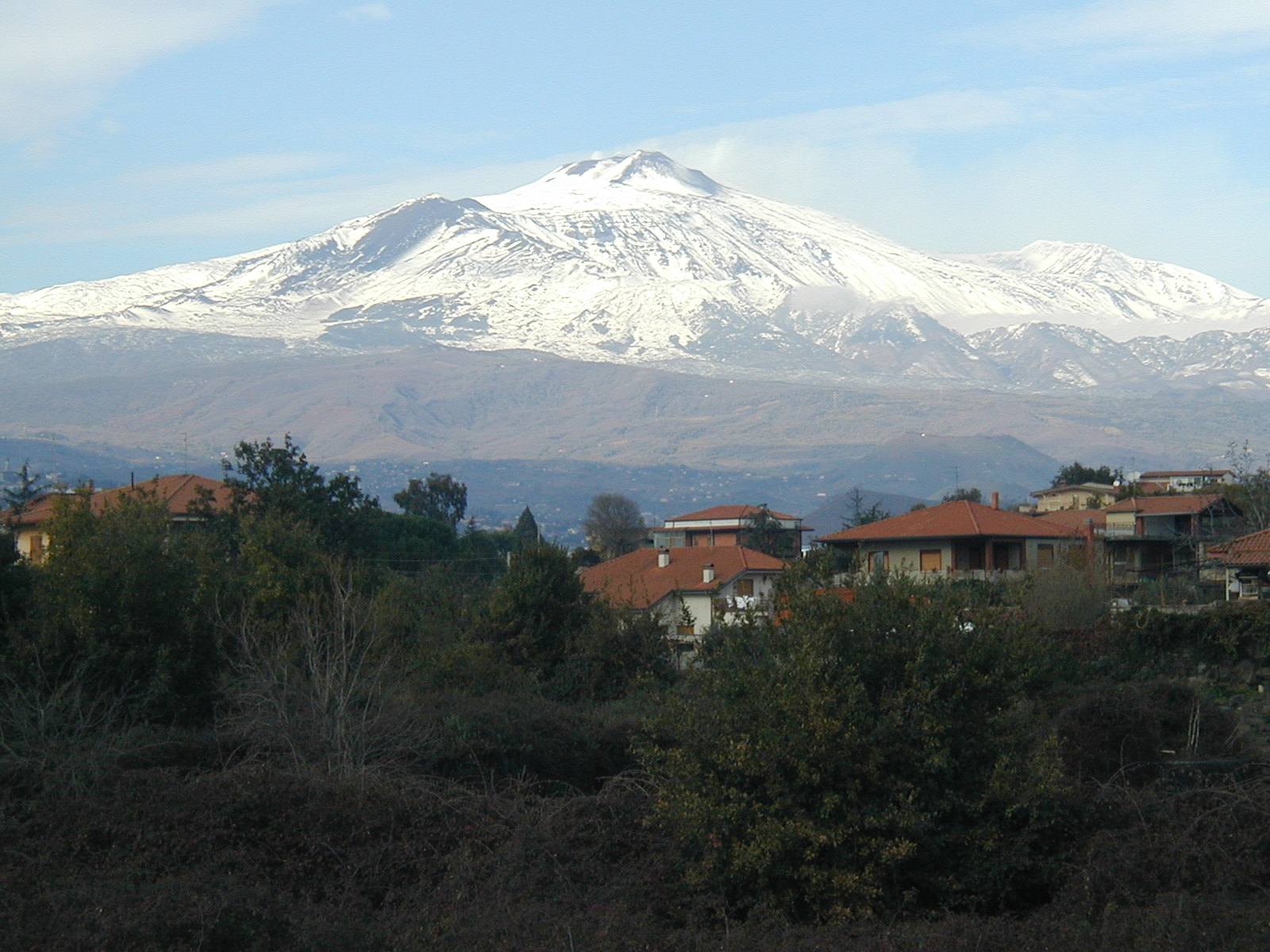
Etna zimą

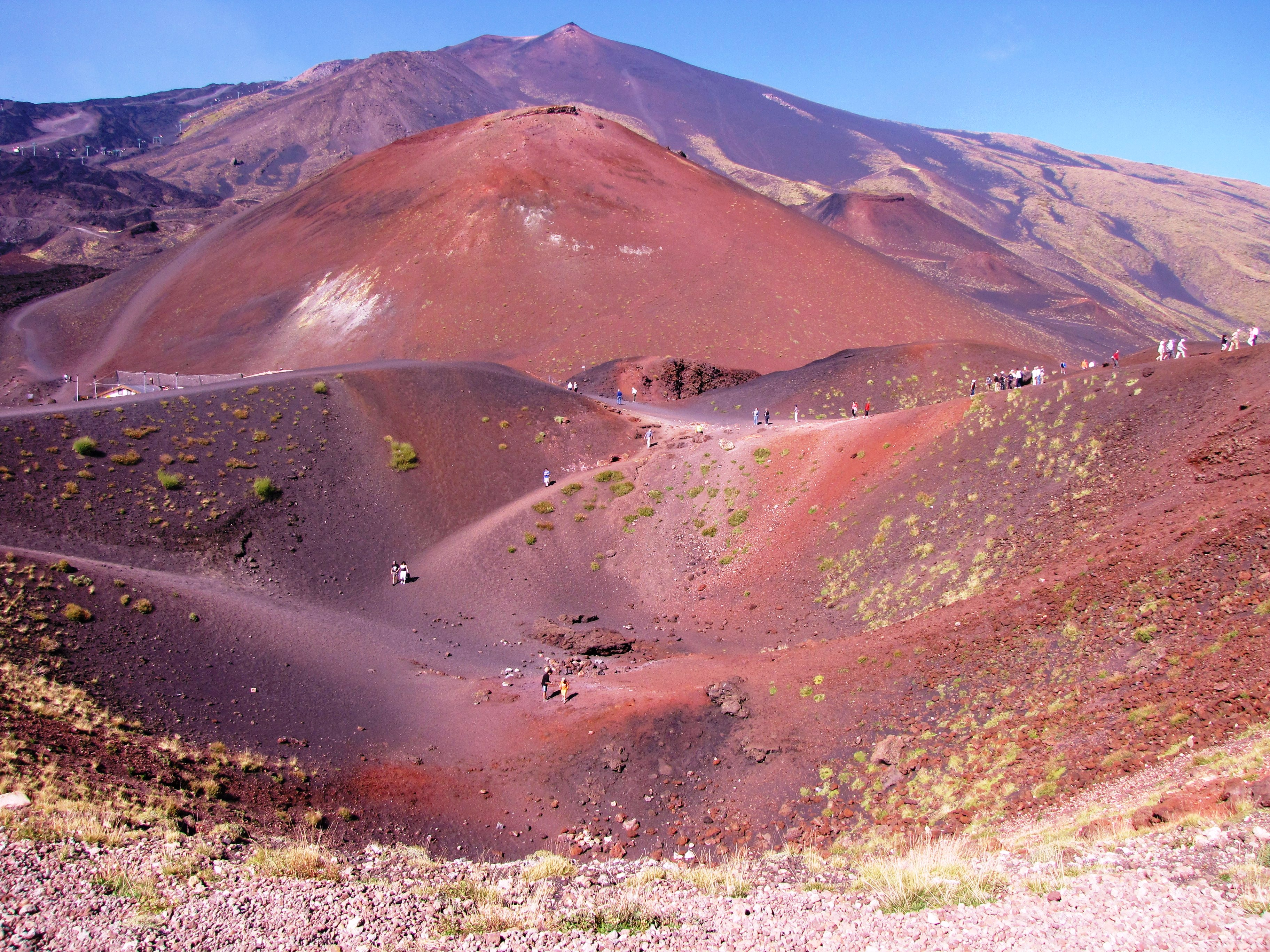
Krater Etny

Empedocles on Etna (Emdedokles na Etnie) – poemat dramatyczny dziewiętnastowiecznego angielskiego poety Matthew Arnolda, opublikowany po raz pierwszy w tomie Empedocles on Etna, and Other Poems (Emdedokles na Etnie i inne poematy) w 1852.

## Charakterystyka ogólna
Uwtór Empedocles on Etna w wydaniu z 1852 liczy siedemdziesiąt stron. Tomik, w którym został wydrukowany, został opublikowany anonimowo. Na stronie tytułowej napisano Empedocles on Etna, and Other Poems by A..

## Treść
Utwór jest oparty na legendzie, przekazanej przez Horacego i Diogenesa Laertiosa, jakoby filozof Empedokles popełnił samobójstwo, rzucając się do krateru Etny na Sycylii. Empedokles żył w V wieku p.n.e. i jest znany jako twórca koncepcji czterech żywiołów (ognia, powietrza, ziemi i wody), z których według niego składa się wszechświat. Bohaterami utworu są Empedocles (Empedokles), lekarz Pausanias i Callicles.  Empedokles jest ukazany jako człowiek, który już nie potrafi cieszyć się życiem. Przyjaciele próbują wyrwać go z depresji, ale ich umiejętności retoryczne nie przynoszą rezultatów.

## Forma
Utwór charakteryzuje się urozmaiconą formą. Początkowa jego część jest napisana wierszem białym (blank verse), czyli typowym dla poezji angielskiej nierymowanym pentametrem jambicznym, czyli sylabotonicznym dziesięciozgłoskowcem, w którym akcenty metryczne padają na parzyste sylaby wersu.

The Mules, I think, will not be here this hour.
They feel the cool wet turf under their feet
By the stream-side, after the dusty lanes
In which they have toil’d all night from Catana,
And scarcely will they budge a yard. O Pan!
How gracious is the mountain at this hour!
A thousand times have I been here alone
Or with the revellers from the mountain towns,
But never on so fair a morn;—the sun
Is shining on the brilliant mountain crests,
And on the highest pines: but further down
Here in the valley is in shade; the sward
Is dark, and on the stream the mist still hangs;

W dalszych partiach dzieła poeta stosuje również jambiczny czterostopowiec i trójstopowiec ujęty w pięciowersowe strofy.